# Hydraena mazamitla
Hydraena mazamitla är en skalbaggsart som beskrevs av Perkins 1980. Hydraena mazamitla ingår i släktet Hydraena och familjen vattenbrynsbaggar. Inga underarter finns listade i Catalogue of Life.